# Grote Libisch-Arabische Socialistische Volks-Jamahiriyah
De Libisch-Arabische Socialistische Volks-Jamahiriyah, vanaf 1986 de Grote Libisch-Arabische Socialistische Volks-Jamahiriyah (Arabisch: الجماهيرية العربية الليبية الشعبية الإشتراكية العظمى / al-Jamāhīrīyah al-‘Arabīyah al-Lībīyah ash-Sha‘bīyah al-Ishtirākīyah al-‘Uẓmá), was de officiële benaming voor Libië tussen 1977 en 2011. 
De Volks-Jammariyah werd op 2 maart 1977 uitgeroepen door kolonel Moammar al-Qadhafi ter vervanging van de Libisch-Arabische Republiek. Dit ging gepaard met grote staatkundige veranderingen waarbij het ambt van premier en de Revolutionaire Commandoraad werden afgeschaft en Qadhafi secretaris-generaal van het Algemeen Volkscongres (het parlement) en tevens staatshoofd werd. Vanaf 1979 bekleedde Qadhafi geen officiële functie meer, maar in de praktijk bleef hij als Gids van de Revolutie de leider van Libië. De politieke structuur van de Jammariyah was gebaseerd op de Derde Internationale Theorie van Qadhafi die hij beschreven had in Het Groene Boek. Het was officieel een directe democratie zonder politieke partijen bestuurd door het volk via de Basisvolkscongressen. 
Het woord Grote werd door Qadhafi toegevoegd aan de officiële naam na operatie El Dorado Canyon op 14 april 1986 waarbij de Amerikanen drie Libische steden bombardeerden. Dit bombardement was een vergelding voor de Bomaanslag op discotheek La Belle in West-Berlijn waarbij twee Amerikaanse militairen om het leven waren gekomen en waarvoor Qadhafi werd aangemerkt als de opdrachtgever.
De Opstand in Libië van 2011, die zijn inspiratie vond in de Arabische Lente, maakte een einde aan het regime van Qadhafi en de Volks-Jamahiriyah. Qadhafi werd op 20 oktober 2011 gedood en de macht in het land kwam in handen van de Nationale Overgangsraad.